# Ašared-apil-ekur
Ašared-apil-ekur (Ašarēd-apil-ekur; Aschared-apil-ekur, Asared-apil-ekur) war König des Assyrischen Reiches in den Jahren 1075 v. Chr.–1074 v. Chr. (Mittelassyrische Zeit).
Ašarēd-apil-ekur war ein Sohn des Königs Tiglat-pileser I., dem er auf dem Thron folgte. Nach einer nur einjährigen Herrschaft wurde er abgelöst von seinem jüngeren Bruder Aššur-bel-kala. Nach der synchronistischen Königsliste regierte er zwei Jahre.